# Фронтиспис (Равель)
Фронтиспис (фр. Frontispice) — пьеса Мориса Равеля для фортепиано в пять рук, написанная в 1918 году. Примерная продолжительность звучания — 2 минуты.

## История создания
Пьеса была написана по просьбе поэта Риччото Канудо для того, чтобы в журнале Les feuillets d’art предварять публикацию Сонаты для фонтана (фр. Sonate pour un jet d'eau) — отрывка из поэмы Канудо «П. О. 503: Поэма Вардара» (фр. S.P. 503: Le Poème du Vardar). «П. О. 503» — номер полевой почты Канудо во время боёв на реке Вардар в Северной Македонии; опубликованный в журнале фрагмент говорит о жажде, которую солдаты испытывают во время рытья окопов, и в целом об ощущении бессмысленности солдатских блужданий по маршрутам войны, уподобляя их 40-летнему блужданию евреев по пустыне. Просьба Канудо к Равелю объясняется убеждённостью поэта в том, что поэзия сродни музыке и строится по тем же законам, а музыка, в свою очередь, может наилучшим образом объяснить поэзию. Имея в виду поэму Канудо, в названии которой фигурируют цифры 5 и 3, Равель построил на этих цифрах свою композицию для трёх музыкантов, играющих пятью руками. В 1923 году пьеса Равеля была также опубликована в отдельном книжном издании поэмы Канудо. Отдельное издание «Фронтисписа» подготовил в 1975 г. А. Оренстайн.

## Музыкальная характеристика
Музыка «Фронтисписа» отражает совершившийся в творчестве Равеля под впечатлением от Первой мировой войны поворот к гораздо более сухой и механистической музыке. Высказывалось даже предположение, что Равель имел в виду исполнение пьесы пианолой. В то же время партия третьего пианиста (пятой руки) представляет собой имитацию птичьего пения, что, по мнению ряда музыковедов, предвосхищает опыты такой имитации у Оливье Мессиана. Эта комбинация дала основание музыковеду Джиллиан Коринне Роджерс резюмировать:
«Фронтиспис» Равеля можно понять как звуковое представление попытки спрятать глубоко внутри себя тот опыт и те переживания, которые продолжают неотступно преследовать душу вопреки усилиям солдата отделаться от них по команде своего капитана.
Оригинальный текст (англ.)Ravel’s Frontispice can thus be understood as a sonic representation of the hiding away, deep inside oneself, of the experiences and emotions that continue to haunt the psyche despite the soldier’s best efforts to «snap out of it» as his captain commands.

## Дальнейшая судьба
Главным пропагандистом «Фронтисписа» выступил Пьер Булез. В 1954 г. он организовал первое публичное исполнение пьесы, в 1987 г. оркестровал «Фронтиспис» для малого состава оркестра, а в 2007 г. — для полного состава.
Первую запись «Фронтисписа» осуществили в 1979 году Мария Типо и Алессандро Спекки.